# マルコーニア (小惑星)
マルコーニア (1332 Marconia) は小惑星帯に位置する小惑星。ピーノ・トリネーゼでイタリアの天文学者ルイジ・ヴォルタが発見した。
イタリアのアマチュア無線研究家でノーベル物理学賞受賞者のグリエルモ・マルコーニに因んで命名された。